# Capnia nearctica
Capnia nearctica är en bäcksländeart som beskrevs av Banks 1918. Capnia nearctica ingår i släktet Capnia och familjen småbäcksländor. Inga underarter finns listade i Catalogue of Life.